# Sainteny
Sainteny är en kommun i departementet Manche i regionen Normandie i norra Frankrike. Kommunen ligger i kantonen Carentan som tillhör arrondissementet Saint-Lô. År 2018 hade Sainteny 887 invånare.

## Befolkningsutveckling
Antalet invånare i kommunen Sainteny
| Referens: INSEE |